# Peilstein (Wienerwald)
Der steilwandige Kalkberg Peilstein, früher auch Wexenberg genannt, im südlichen Wienerwald ist 716 m ü. A. hoch, liegt im Gemeindegebiet von Altenmarkt und Weissenbach östlich von Nöstach und ist wegen seiner nach Westen steil abfallenden hohen Felsabstürze als Klettergarten beliebt. Am Gipfel steht das 1923 (zunächst privat) erbaute Peilsteinhaus des Österreichischen Alpenvereins, am Wanderweg nach Schwarzensee die nach dem Zweiten Weltkrieg errichtete Peilsteinhütte der Naturfreunde.
Der schroffe Fels verdankt sein Aussehen den Resten des Urozeans Paratethys am Ende des Eozän vor etwa 35 Mio. Jahren. Es wurden und werden z. T. große fossile Ammoniten, Muscheln und Schnecken gefunden.
In keltischer Periode wurde der Berg vermutlich als Druidenaltar geheiligt. Vom Haus Nr. 48 in Nöstach, dem uralten bäuerlichen Gut Fux-hof aus, kann der weithin sichtbare Kletterfelsen wie Kimme und Korn durch zwei Hügelgräber, die als Visurhügel verwendet wurden, angepeilt werden, wodurch sich der Name etymologisch erklärt. Dorfhistoriker vermuten die Verwendung zur Datumsbestimmung bzw. als Kalender zur Bestimmung von Aussaat und Erntezeit.
1895 wurde die Peilstein-Warte auf dem Gipfel errichtet. Sie musste jedoch aufgrund von Kriegsschäden 1947 abgebaut werden.

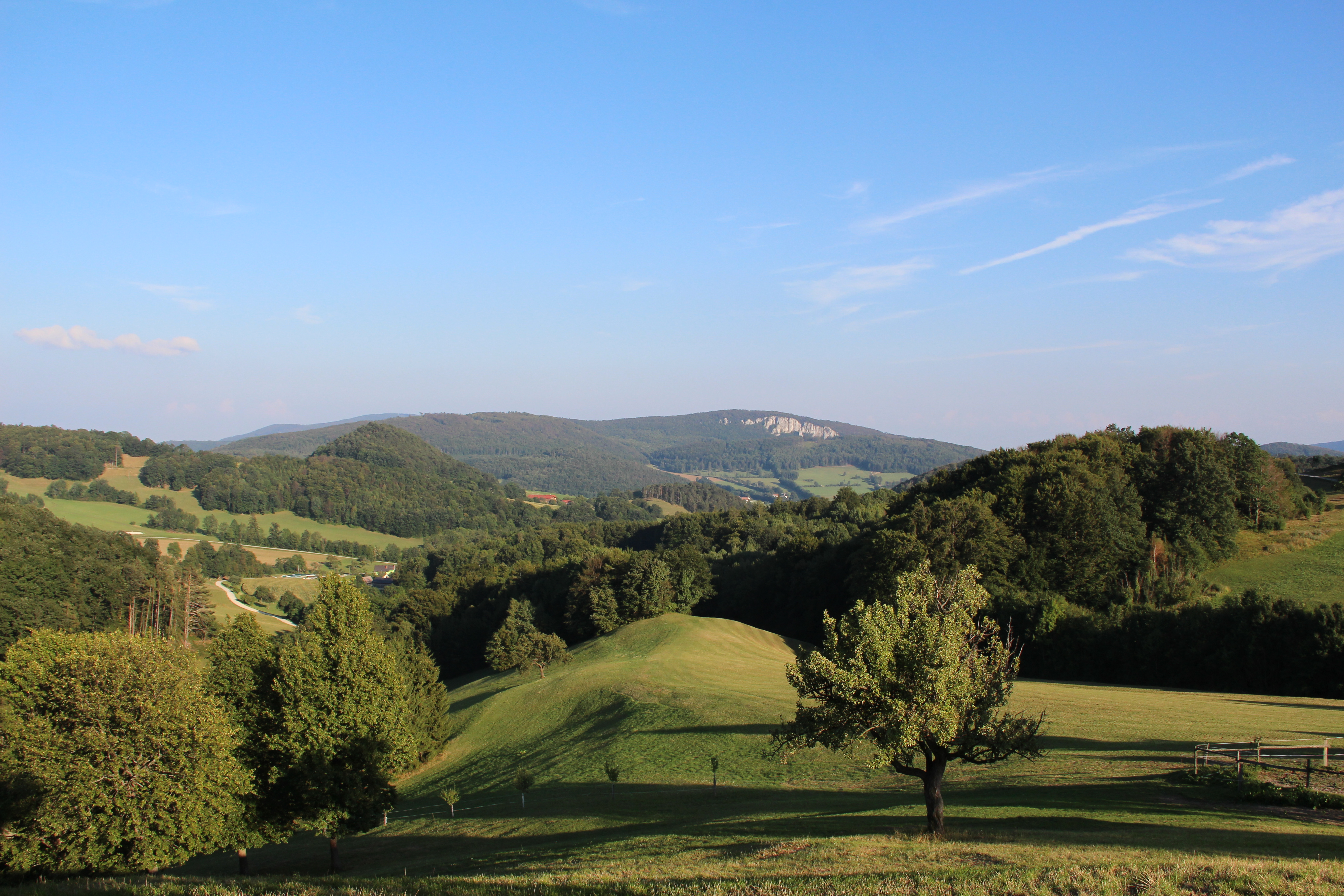
Peilstein und Umgebung von Nöstach (Nordwesten) aus gesehen
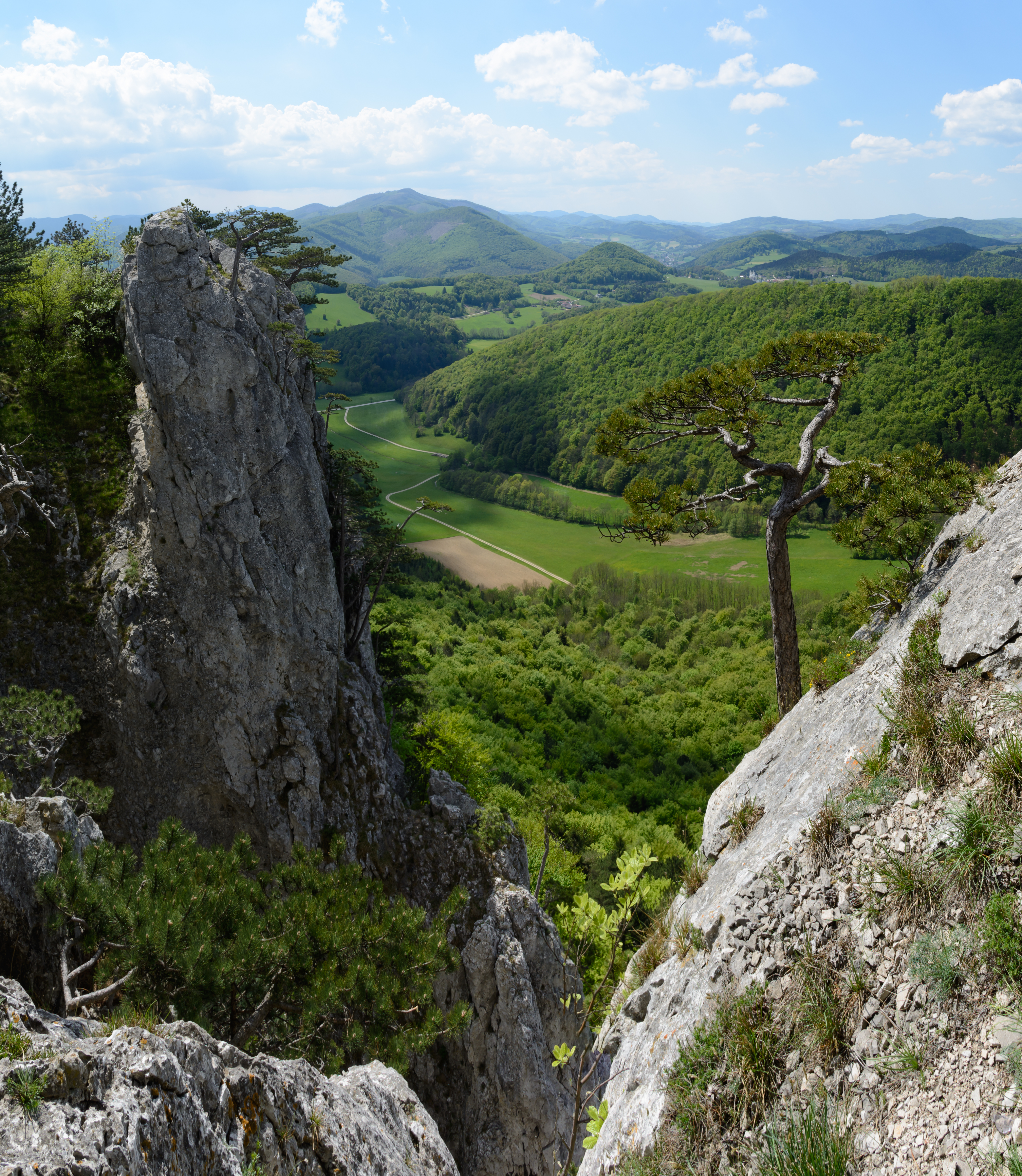
Blick von den Felswänden
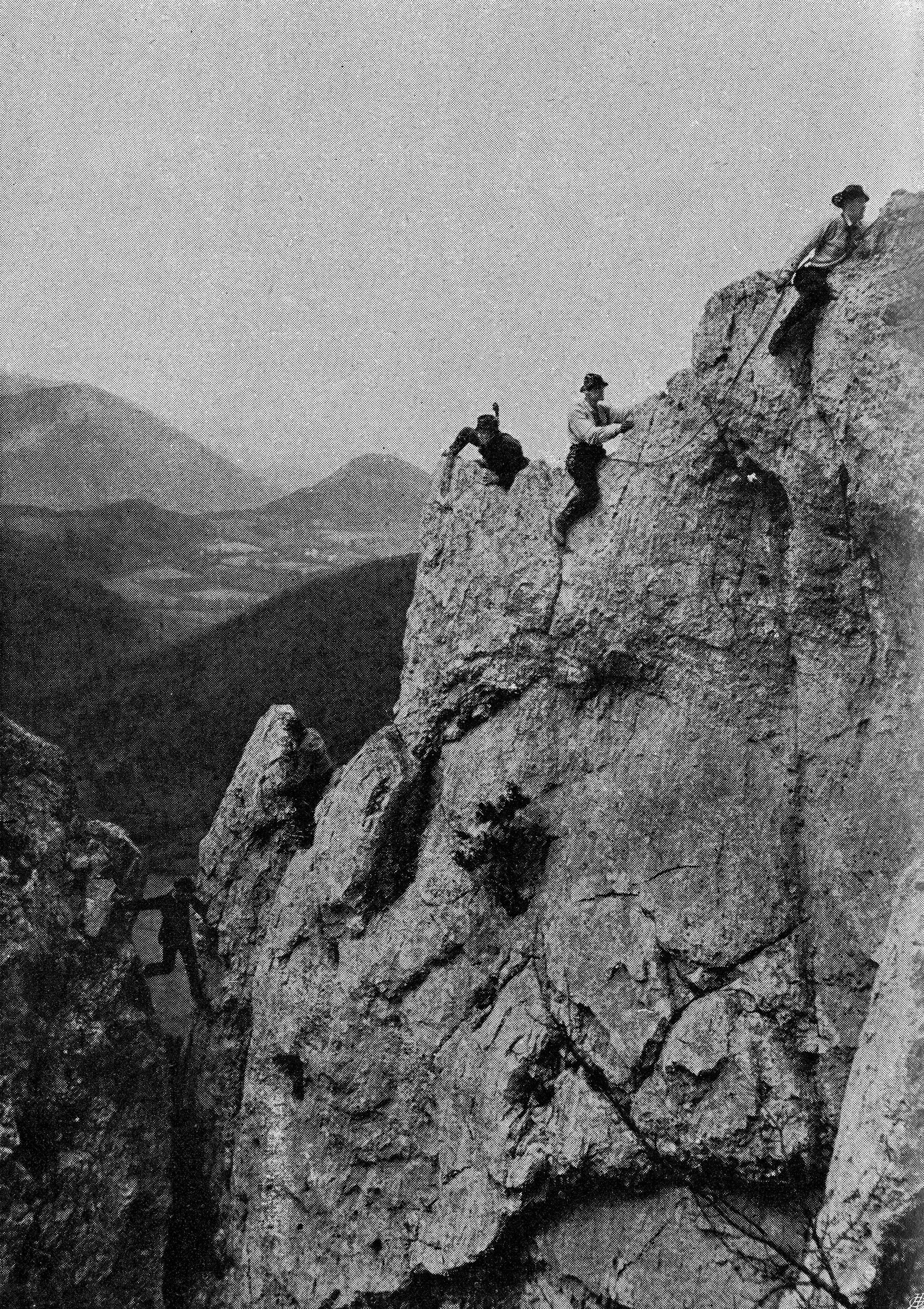
Seilschaft auf der Formation Hahnenkamm des Peilsteins (um 1908)
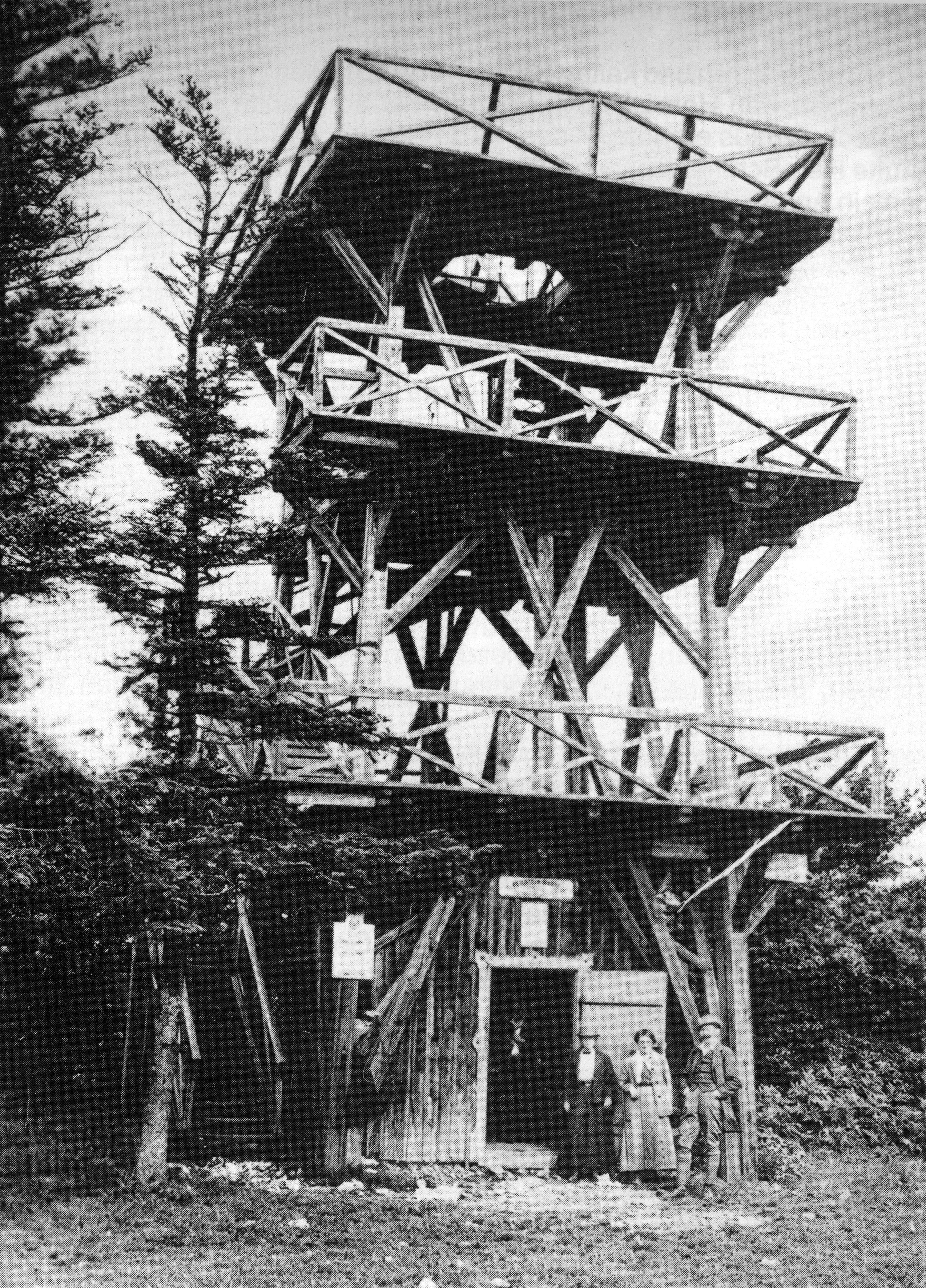
Peilstein-Warte (um 1910)[Anm. 1]
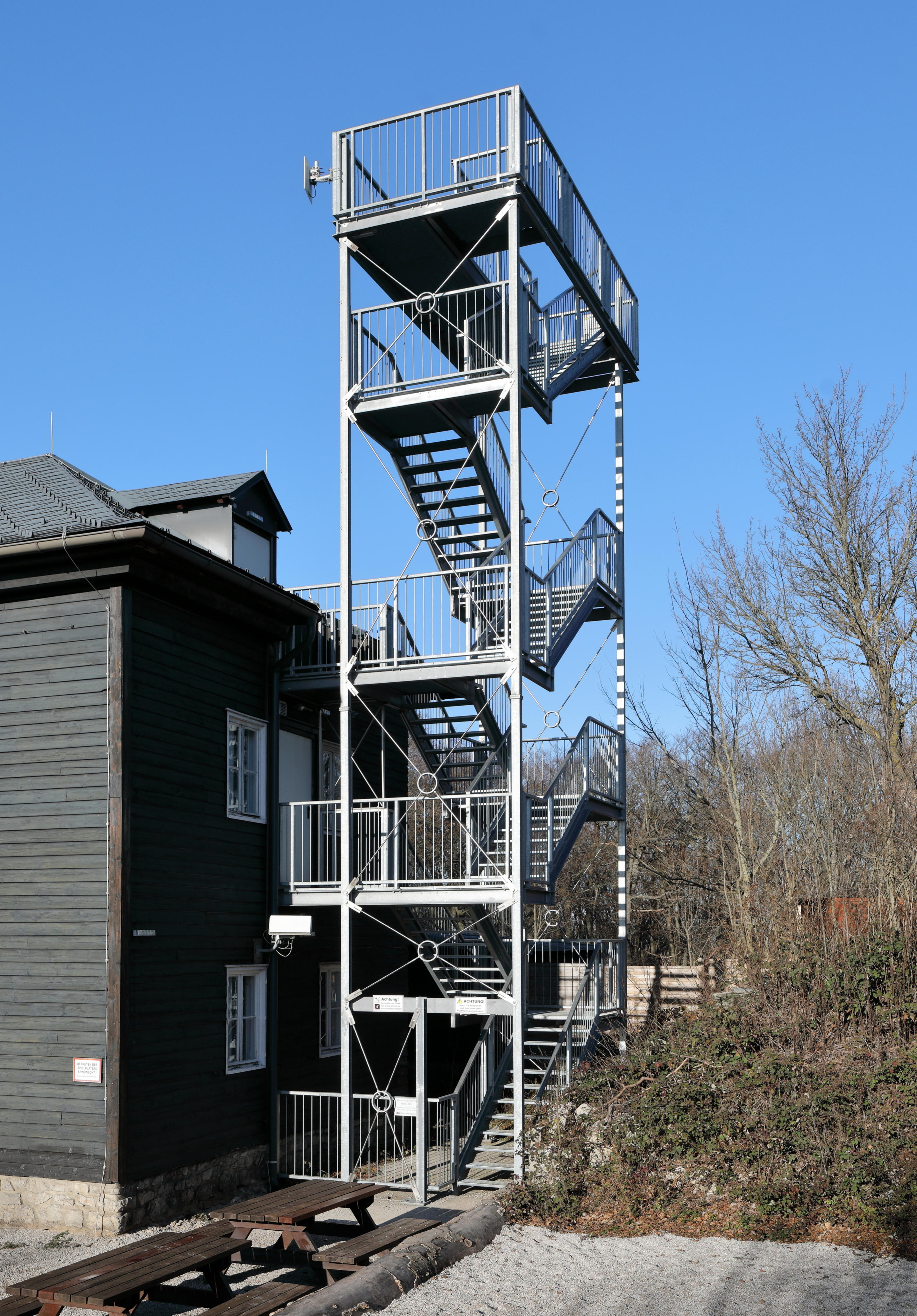
Neuer Aussichtsturm (seit 2013)
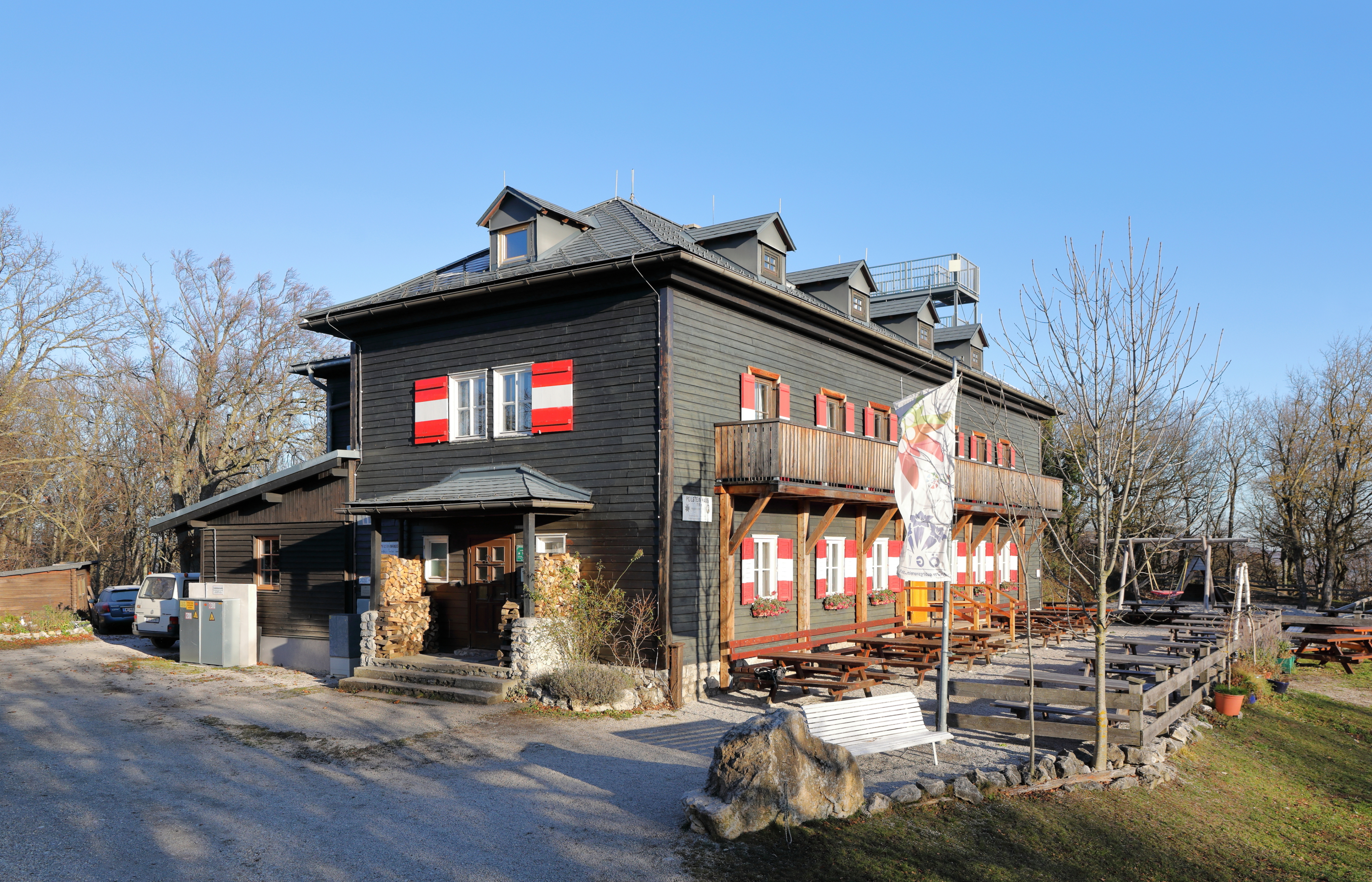
Peilsteinhaus